# Sky du Mont

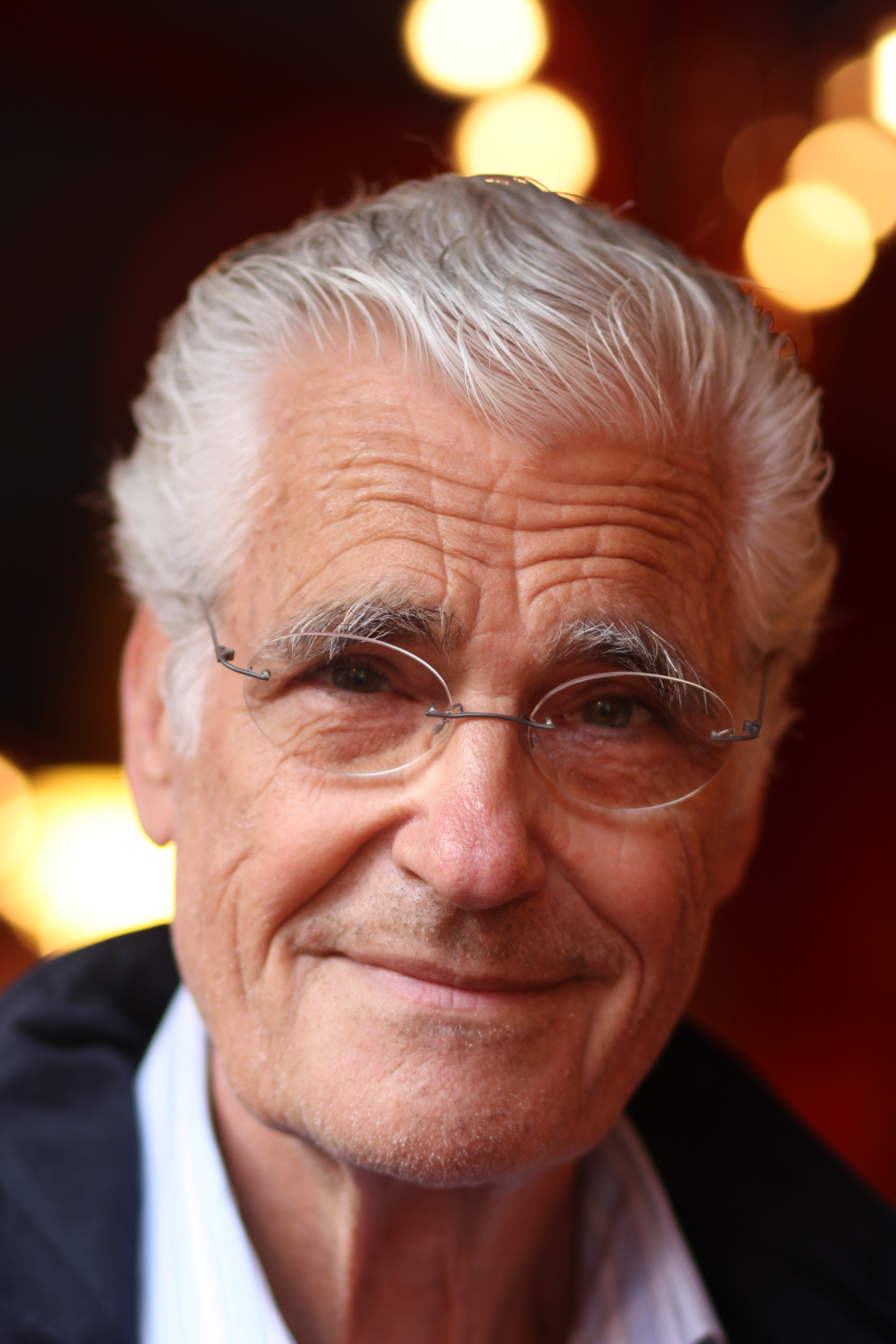
Sky du Mont (2017)

Sky du Mont (früher auch Dumont, eigentl. Marco Claudio Cayetano Neven du Mont; * 20. Mai 1947 in Buenos Aires, Argentinien) ist ein deutscher Schauspieler, Synchronsprecher und Autor.

## Leben

### Herkunft und Ausbildung
Sky du Mont stammt aus der Verlegerfamilie DuMont. Sein deutsch-russischer Vater, der Verleger Klaus Christian Bremme (1921–2013), und seine englische Mutter Chiquita Neven du Mont (1921–2018), eine Tochter des deutschen Journalisten Mark Neven DuMont, waren im Zweiten Weltkrieg vor den Nazis nach Argentinien geflohen. Er musste einen spanischen Namen bekommen, weil dies unter Präsident Juan Perón Gesetz war. Den Spitznamen „Sky“ verdankt er seinem älteren in Deutschland geborenen Bruder Christian Bremme (1943–2023), der „Cay“ (für Cayetano) nicht aussprechen konnte. Die Eltern ließen sich scheiden, als du Mont vier Jahre alt war. 1952 zog die Mutter mit ihm zurück nach Europa. Seine Schulzeit verbrachte er in London, seine Matura machte er in der Schweiz. Im Besitz einer Arbeitserlaubnis (work permit) für das Vereinigte Königreich, war du Mont in jungen Jahren als Immobilienmakler in London tätig. Nach einer Zurückweisung bei der  Wiedereinreise nach England zog er mit 22 Jahren dauerhaft nach München.

### Schauspielkarriere
Nach dem Besuch einer Schauspielschule in München übernahm du Mont 1971 erste Rollen am Theater und beim Fernsehen. Er wirkte in der Folgezeit in zahlreichen nationalen Film- und Fernsehproduktionen mit, wie Der Winter, der ein Sommer war (1976), Das Boot (1981) oder Manila (2000). Er spielte darüber hinaus wiederholt Gastrollen in mehreren Fernsehserien und -reihen, u. a. in Der Kommissar, Der Alte, Derrick, Tatort, Wolffs Revier, Adelheid und ihre Mörder, Forsthaus Falkenau, Polizeiinspektion 1, Zwei Münchner in Hamburg, Unser Charly und Siska. Mitte der 2000er-Jahre verkörperte er einen verarmten Millionär in der Serie Arme Millionäre.
Bekannt wurde Sky du Mont insbesondere durch die Verkörperung von vorwiegend distinguierten und charmanten Figuren, darunter Geschäftsmänner, Wissenschaftler, Ärzte oder Aristokraten. Zugleich hatten seine Figuren einen halbseidenen Hintergrund oder entpuppten sich als Schurken, etwa in mehreren seiner Derrick-Auftritte. Mit Otto Waalkes arbeitete er bei den Filmkomödien Otto – Der Film (1985) und Otto’s Eleven (2011) zusammen, in beiden Filmen war du Monts Figur der Gegenspieler von Otto. 2014 besetzte ihn Su Turhan in dem Märchenfilm Die drei Federn als Fürst Gundolf in der Hauptrolle.
Besondere Bekanntheit brachte du Mont auch sein Auftritt als Westernschurke Santa Maria in Michael Herbigs Kinoerfolg Der Schuh des Manitu aus dem Jahr 2001, für seine Darstellung wurde er mit dem Bambi und dem Deutschen Comedypreis ausgezeichnet. Für seine Mitwirkung in Herbigs Komödie (T)Raumschiff Surprise – Periode 1 erhielt er im Jahr 2004 erneut einen Bambi und einen Deutschen Comedypreis. Bei den Filmen Buddy (2013) und Bullyparade – Der Film arbeitete er abermals mit Herbig als Regisseur zusammen.
Seit den 1970er-Jahren spielte du Mont mehrfach in internationalen Filmproduktionen, unter anderem an der Seite von Laurence Olivier, William Holden, Gregory Peck, Rod Steiger, Lee Marvin und Anthony Quinn. An der Seite von Tom Cruise und Nicole Kidman verkörperte in Stanley Kubricks letzter Regiearbeit Eyes Wide Shut (1999) in einer Nebenrolle einen ungarischen Geschäftsmann. Zudem war er in 59 Folgen der US-amerikanischen Krankenhaus-Serie General Hospital zu sehen. Nach eigenen Angaben wurde du Mont Anfang der 1970er-Jahre für die Rolle von James Bond getestet, bevor Roger Moore sie übernahm.
Um 2017 herum zog sich du Mont zunehmend von Film- und Fernsehrollen zurück und arbeitet seitdem vorrangig als Theaterschauspieler und Sprecher. 2025 erklärte er: „55 Jahre lang im Wohnwagen sitzen, ist einfach genug“. Deshalb werde der für 2025 angekündigte Herbig-Film Das Kanu des Manitu sein letzter Film sein. Zugleich betonte du Mont, er bleibe in anderen Bereichen weiter beruflich tätig.

### Moderationen, Sprechertätigkeiten und Bücher
Du Mont arbeitet gelegentlich auch als Moderator. Ab Mai 2000 moderierte du Mont zwei Jahre lang das VIP-Journal Sky Lights im SWR Fernsehen. 2016 begann du Mont die Mystery-Fernsehserie Haunted – Seelen ohne Frieden des Privatsenders TLC Deutschland zu moderieren. Die Serie geht angeblichen paranormalen Aktivitäten im deutschsprachigen Raum nach. Seit 25. Februar 2022 ist er Sprecher der Mystery Doku-Reihe Nightwatch – Jenseits der Angst auf TLC.
Sky du Mont ist auch als Synchronsprecher und Sprecher in Werbespots, Kinotrailern und Dokumentationen (z. B. Eisbär, Affe & Co.) zu hören. Er übernahm seit 2011 in einigen Vorstellungen die Sprecherrolle im Musical The Rocky Horror Show. Ab 2006 war er als Nachfolger von Manfred Steffen als Erzähler der britischen Kinderserie Thomas und seine Freunde ab der achten Staffel bis zur zwanzigsten Staffel im Jahr 2017 zu hören. Darüber hinaus ist du Mont Sprecher des seit 2021 erscheinenden Podcasts Tatort Deutschland aus dem Hause Springer.
2003 veröffentlichte er seinen ersten Roman Prinz und Paparazzi. Es folgten fünf weitere Romane sowie ein Kinderbuch Sophies Weihnacht. Sein Roman Jung sterben ist auch keine Lösung erschien 2018.

### Politisches und soziales Engagement
Du Mont engagiert sich für die Tierrechtsorganisation PETA, für die Felix Burda Stiftung, bei Make-A-Wish Deutschland und unterstützte in der Vergangenheit wiederholt World Vision Deutschland und die McDonald’s Kinderhilfe. Sky du Mont engagierte sich 2009 für die Bürgerinitiative Wir wollen lernen.
Er war seit 2009 Mitglied der FDP und engagierte sich in Wahlkämpfen für Hinnerk Fock und Guido Westerwelle. Im Wahlkampf zur Bürgerschaftswahl in Hamburg 2008 spielte er in einem Wahlwerbespot der Partei. Anfang 2018 trat er aus der Partei aus. Als Grund dafür nannte er den Abbruch der Sondierungen für eine Regierungskoalition mit CDU und Grünen nach der Bundestagswahl 2017 durch die Partei.

### Privates
1972 heiratete du Mont in erster Ehe die Schauspielerin Helga Lehner. Er trennte sich von ihr, als er die französische Schauspielerin Diane Stolojan kennenlernte, die er 1992 heiratete. Sie bekamen einen Sohn und ließen sich 1995 wieder scheiden. Von 1995 bis 2000 war du Mont in dritter Ehe mit der Schauspielerin Cosima von Borsody verheiratet. Im September 2000 heiratete er in vierter Ehe Mirja Becker. Mit ihr trat du Mont 2005/06 als Teil der Stammbesetzung der Spielshow Typisch Frau – Typisch Mann auf. Beide lebten gemeinsam in Hamburg-Rissen. Sie haben gemeinsam eine Tochter (* 2001) und einen Sohn (* 2006). Im Juli 2016 gab Sky du Mont die einige Monate zurückliegende Trennung von seiner Frau bekannt. Seit 2022 ist er mit der österreichischen Journalistin Julia Schütze (* 1976) liiert.
Du Mont lebt in Hamburg-Nienstedten und in Sankt Pölten.

## Kontroversen
Im November 2022 löste er mit der Behauptung, in der Milchwirtschaft lasse man Kälber systematisch verenden, in der Sendung 3 nach 9 während einer Buchvorstellung Unmut in der Landwirtschaft aus. Landwirtschaftsverbände sprachen von Unwahrheit und Verleumdungen und kündigten eine Unterlassungsklage an. Selbst ein Tierschutzverband erklärte, dass ihm von der von Du Mont behaupteten Praxis kein Fall bekannt sei. Nach einer Einladung des Landvolks auf einen familiengeführten Milchviehbetrieb im Landkreis Northeim, wo er sich über die Tierhaltung informierte, entschuldigte sich du Mont für seine in der Sendung gemachten Aussagen und bedauerte sie.

## Filmografie

### Kinofilme
- 1973: Alter Kahn und junge Liebe
- 1975: Der Edelweißkönig
- 1976: Das Schweigen im Walde
- 1977: Lawinenexpress (Avalanche Express)
- 1978: The Boys from Brazil
- 1979: Götz von Berlichingen mit der eisernen Hand
- 1980: Omar Mukhtar – Löwe der Wüste (Lion of the Desert)
- 1981: Mit dem Wind nach Westen (Night Crossing)
- 1981: Das Boot
- 1982: Der Westen leuchtet!
- 1985: Otto – Der Film
- 1986: Liebe zu einem Fremden (Love with a Perfect Stranger)
- 1999: Eyes Wide Shut
- 2000: Manila
- 2001: Der Schuh des Manitu
- 2003: Es wird etwas geschehen
- 2003: Samba in Mettmann
- 2004: (T)Raumschiff Surprise – Periode 1
- 2010: Otto’s Eleven
- 2013: Buddy
- 2014: Fünf Freunde 3
- 2017: Bullyparade – Der Film
- 2025: Das Kanu des Manitu

### Fernsehfilme
- 1973: Der Vorgang
- 1974: Die unfreiwilligen Reisen des Moritz August Benjowski (Vierteiler)
- 1975: Nachtdienst
- 1976: Hände gut, alles gut
- 1976: Die 21 Stunden von München (21 Hours At Munich)
- 1976: Der Winter, der ein Sommer war (Dreiteiler)
- 1982: Inside the Third Reich (Mehrteiler)
- 1982: Der Garten
- 1983: Tiefe Wasser (Zweiteiler)
- 1988: Feuersturm und Asche (War and Remembrance)
- 1992: Secrets
- 1995: Der schwarze Fluch – Tödliche Leidenschaften
- 1998: Kein Mann für eine Nacht
- 2001: Sieben Tage im Paradies
- 2002: Spiel des Schicksals
- 2004: Mein Mann und seine Mütter
- 2008: Herz aus Schokolade
- 2009: Detektiv wider Willen
- 2009: Mein Flaschengeist und ich
- 2010: Traum aus Schokolade
- 2011: Sommerlicht
- 2011: Stankowskis Millionen
- 2012: Der Heiratsschwindler und seine Frau
- 2014: Die Schlikkerfrauen
- 2014: Die drei Federn
- 2016: Ein Sommer auf Sizilien

### Fernsehserien
- 1970: Die seltsamen Methoden des Franz Josef Wanninger (Folge Kidnapping)
- 1970: Merkwürdige Geschichten (Folge Die tödliche Flamme)
- 1972: Die merkwürdige Lebensgeschichte des Friedrich Freiherrn von der Trenck (6 Folgen)
- 1973: Die Abenteuer des Monsieur Vidocq (Les Nouvelles Aventures de Vidocq, 1 Folge)
- 1973, 1974: Der Kommissar (verschiedene Rollen, 2 Folgen)
- 1974: Der kleine Doktor – (Folge Der Rote)
- 1975: Tatort: Die Rechnung wird nachgereicht (Fernsehreihe)
- 1975: Tatort: Wodka Bitter-Lemon
- 1976–1996: Derrick (verschiedene Rollen, 12 Folgen)
- 1977–1997: Der Alte (verschiedene Rollen, 10 Folgen)
- 1980: Tatort: Mit nackten Füßen
- 1983: Der Trotzkopf (8 Folgen)
- 1983: Der Feuersturm (7 Folgen)
- 1983, 1986: Ein Fall für zwei (verschiedene Rollen, 2 Folgen)
- 1984: Die Krimistunde (Folge 2 Zehntel)
- 1984: Agentin mit Herz (Scarecrow and Mrs King): The Times They Are A-Changing (Staffel 2 Folge 2[43])
- 1986: Polizeiinspektion 1 (verschiedene Rollen, 2 Folgen)
- 1987: Die Krimistunde (Folge Der letzte Auftritt)
- 1988: Fest im Sattel (Folge Uwe's Abschied)
- 1988: SOKO 5113 (Folge Auf freiem Fuß)
- 1989: Forsthaus Falkenau (2 Folgen)
- 1992: Liebe auf Bewährung (7 Folgen)
- 1992: Happy Holiday (Folge Schiffbruch)
- 1993: Der Hausgeist (Folge Ein toller Hecht)
- 1996: Adelheid und ihre Mörder (Folge Blaubarts letzte Frau)
- 1998: Unser Charly (Folge Din Papagei erbt)
- 1999–2000: Forsthaus Falkenau (11 Folgen)
- 1999: Der Clown (Folge Schöne Ferien)
- 1999: Rosamunde Pilcher – Blüte des Lebens (Fernsehreihe)
- 2004: Tatort: Teufel im Leib
- 2005: Tatort: Der Name der Orchidee
- 2005–2006: Arme Millionäre (12 Folgen)
- 2007: Das iTeam – Die Jungs an der Maus (6 Folgen)
- 2011: Sesamstraße präsentiert: Eine Möhre für zwei (Folge Rülpsen verboten)
- 2013: Das Traumhotel – Myanmar (Fernsehreihe)
- 2015: Notruf Hafenkante (Folge Vergessene Wahrheit)
- 2016: Dora Heldt: Wind aus West mit starken Böen (Fernsehreihe)

### Fernsehauftritte (Auswahl)
- 1999: Sissi – Die Perlinger-Show[44]
- 2002: Mission Germany (Moderation) (ProSieben)[45]
- 2004: Menschen bei Maischberger (ARD)[46]
- 2007: Verstehen Sie Spaß (ARD)[47]
- 2008: Sky & Stars (Moderation) (Sky)[48]
- 2008: Lafer! Lichter! Lecker! (ZDF)[49]
- 2009: Plasberg Persönlich (WDR)[50]
- 2009: Die ultimative Chartshow (RTL)[51][52]
- 2010: Hart aber fair (ARD)[53]
- 2010: Die schönsten Grand Prix Hits aller Zeiten (ARD)[54][55]
- 2012: Trumpf (TV-Werbespot)[56]
- 2015: Inas Nacht (NDR)[57][58]
- 2016: Jungen gegen Mädchen (RTL)[59]
- 2016: Paarduell (ARD)
- 2016: Riverboat (MDR)[60]
- 2016: Mich täuscht keiner (ZDF)[61]
- 2016: 5 gegen Jauch (RTL)[62][63]
- 2016: Pleiten, Pech und Pannen (ARD)[64]
- 2016: 15 Dinge (Sat.1)[65][66]
- 2017: Kölner Treff (WDR)[67][68]
- 2018: Riverboat (MDR)[60]
- 2018–2020: Mord mit Ansage (Sat.1)
- 2019: Verstehen Sie Spaß (ARD)[69]
- 2020: Wer weiß denn sowas (ARD)[70]
- 2021: Quiz ohne Grenzen (ZDF)[71]
- 2021: Nachtcafe (SWR)[72][73]
- 2021: Wer weiß denn sowas XXL (ARD)[74]
- 2021: Gottschalk feiert: Nochmal 18! (SWR)[75][76]

### Sprecheraufgaben (Auswahl)
- 1972: Diamanten-Killer (als Max Stein)
- 1974: Die sieben goldenen Vampire (als Leyland Van Helsing)
- 1975: Dick und Doof – Schrecken der Kompanie (als Doktor, Neusynchronisation)
- 1975: Auge um Auge  (als Pardi)
- 1976: Günstling einer Königin (als Captain Armand, Neusynchronisation)
- 1976: Das Geheimnis von Malampur (als John Withers, Neusynchronisation)
- 1976: Die letzte Rechnung schreibt der Tod (als Walter)
- 1977: Wüstenfüchse kennen kein Erbarmen (als Sergeant)
- 1978: Götz von Berlichingen mit der eisernen Hand (als Hans von Selbitz)
- 1978: Rendezvous mit einer Leiche (als Herbert Little)
- 1979: Bruce Lee  Seine besten Kämpfe (Erzähler)
- 1979: Mount Everest – Todeszone (Erzähler)
- 1980: Dr. Heckyl und Mr. Hype (als Clutch Cooger)
- 1980: Ein nackter Po im Schnee (als Der Sarde)
- 1980: Der Tag der Cobra (als Silvestri)
- 1980: Die Unzähmbare (als Hausgeist)
- 1981: Oase der gefangenen Frauen (als Kommissar Dupont)
- 1983: Jack Dempsey – Ein Mann wird zur Legende (als Gene Normile)
- 1986: Herkules in New York (Erzähler)
- 1987: Happy New Year (als Kurator)
- 1990: Der Tiefe Sumpf des Südens (als Barry Fontenot)
- 1993: Frisch vom Band: Ihr neuer, kleiner Mercedes (12:52 Min., ca. 1993, Beigabe auf Kassette mit Erläuterungen zur damals neu erschienen C-Klasse, Typ W202)
- 1998: Explodiert (als Alien-Kommandant)
- 1999: Eyes Wide Shut (als Sandor Szavost)
- 2001: Der Schuh des Manitu (als Santa Maria (Sprache))
- 2005: Die Reise der Pinguine – Erzähler der Dokumentation
- 2007: Die zehn Gebote (als 'Gott')
- 2007–2017: Thomas und seine Freunde – Erzähler
- 2008: Schliemanns Erben 2 Folgen – Sprecher
- 2009: Shakes und Fidget[78]
- 2013: „Der Schlangenbeschwörer“ – Eine musikalische Reise durch die Zauberwelt der Klarinette von Kim Märkl – Erzähler
- 2013: Das Märchen von der Prinzessin, die unbedingt in einem Märchen vorkommen wollte – Erzähler
- 2013: Der große Gatsby – Hörbuch
- seit 2016: Haunted – Seelen ohne Frieden (Moderator)
- 2017: Eisbär, Affe & Co. 41 Folgen als Sprecher
- 2020: Rhein-Lahn von oben mit Sky du Mont
- seit 2022: Nightwatch – Jenseits der Angst (Sprecher)
- 2022: Das große Promi-Büßen (Off-Sprecher)
- 2022: Ungeschönt. Alt werden war auch schon mal schlimmer
- 2023: Last Exit Kur-Oase – Intro zur NDR-Comedy Die Kur-Oase

## Bibliographie

### Kinderbücher
- Sophies Weihnacht. Mit Bildern von Sabine Wiemers. Baumhaus Verlag, Ingolstadt 2007. ISBN 978-3-8339-0476-9.

### Romane
- Prinz und Paparazzi. Rowohlt, Reinbek 2003, ISBN 3-499-23318-5, zusammen mit Jörg Mehrwald.
- Fürsten & Fälscher. Heyne, München 2005, ISBN 3-453-35003-0.
- In besten Händen. Heyne, München 2007, ISBN 3-453-35030-8.
- Unsere täglich Krise gib uns heute. Blanvalet, 2011, ISBN 978-3-442-37748-0, zusammen mit Mirja du Mont.
- Full House: Eine Liebeserklärung an die Chaosfamilie. Bastei & Lübbe, 2012, ISBN 978-3-7857-2448-4.
- Steh ich jetzt unter Denkmalschutz? Älterwerden ist nichts für Spaßbremsen. Bastei & Lübbe, 2016, ISBN 978-3-404-60843-0.

## Hörbücher
- 2022: Ungeschönt. Alt werden war auch schon mal schlimmer. (Autorenlesung, Audiobuch (Verlag)/Audible)

## Auszeichnungen
- 2001: Deutscher Comedypreis für seine Rolle im Film Der Schuh des Manitu
- 2001: Bambi für seine Rolle im Film Der Schuh des Manitu
- 2001: E&E Excellence Award
- 2004: Deutscher Comedypreis für seine Rolle im Film (T)Raumschiff Surprise – Periode 1
- 2004: Bambi: Sonderpreis der Jury für seine Rolle im Film (T)Raumschiff Surprise – Periode 1
- 2006: Ernennung zum „Genießer des Jahres“[79]
- 2010: Goldenes Schlitzohr
- 2011: Reinhold-Maier-Medaille
- 2012: Felix-Burda-Award in der Kategorie „Stars for Prevention“